# Ogrody Księżyca
Ogrody Księżyca (tytuł oryg. Gardens of the Moon) to pierwszy z dziesięciu tomów epickiej serii fantasy Malazańskiej Księgi Poległych kanadyjskiego pisarza Stevena Eriksona.
Książka opowiada o podbojach Imperium Malazańskiego. Ogrody Księżyca skupiają się na kampanii prowadzonej na  kontynencie Ganebackis. Głównym celem Imperium jest zajęcie miasta Darudżystan.
Powieść powstała na początku lat 90., po raz pierwszy opublikowano ją w 1999 w Wielkiej Brytanii. W Polsce pojawiła się w roku 2000 wydana nakładem wydawnictwa Mag w tłumaczeniu Michała Jakuszewskiego.
Głównymi bohaterami części są Alchemik Baruk, Mag Anomander Rake, Przyboczna Cesarzowej Lorn, kapitan Paran a także Podpalacze Mostów.